# Chromakopia
Albums de Tyler, the Creator
Call Me If You Get Lost (2021)
Singles
1. Noid
Sortie : 21 octobre 2024

Chromakopia est le huitième album studio du rappeur américain Tyler, the Creator, sorti le 28 octobre 2024, via Columbia Records,. D'autres artistes ont contribué à l'album, tels que Daniel Caesar, Teezo Touchdown (en), Childish Gambino, GloRilla, Lil Wayne, Sexyy Red, ScHoolboy Q, ou encore Doechii.

## Contexte de parution
Le 16 octobre 2024, Tyler publie une bande-annonce sur Instagram, YouTube et Twitter intitulée « ST. CHROMA ». Cette chanson semble être la première de l'album, ce que laisse penser la légende « 1. st chroma » sous la bande annonce Instagram. À la fin de la vidéo, le nom de l'album, Chromakopia, est révélé. Le lendemain, le 17 octobre, Tyler révèle la pochette de l'album et sa date de sortie.
Le 21 octobre, Tyler publie une autre bande-annonce intitulée « Noid », le premier single de l'album, qui semblerait être la troisième chanson de l'album, ce que laisse penser une autre légende Instagram, indiquant « 3. NOID ».
Le 22 octobre, Tyler publie une vidéo annonçant une vente de vinyles intitulée « CHROMAKOPIA VINYL » qui présente également 3 chansons attendues sur le disque.
Le 23 octobre, Tyler publie une vidéo annonçant une tournée intitulée « CHROMAKOPIA TOUR ». Il est annoncé à la fin de cette vidéo qu'il sera en tournée aux côtés de Lil Yachty et Paris Texas. Il fait également allusion à une autre chanson qui devrait figurer sur l'album. Quelques heures plus tard, vers 20 h 30, Tyler annonce l'heure de sortie de l'album, soit 6 h, heure de New York.
Il est probable que l'album s'inspire de Chroma the Great de The Phantom Tollbooth, un chef d'orchestre dont l'orchestre crée les couleurs du monde. La bande annonce est initialement monochrome, alors que Tyler dirige les gens vers un conteneur d'expédition. Il fait ensuite exploser le conteneur à l'aide d'un détonateur, ajoutant de la couleur à la vidéo.

## Bandes annonces
La première bande annonce semble être celle du clip vidéo de « St. Chroma », bien que cela ne soit pas encore confirmé. Un filtre sépia est appliqué sur la majorité de la vidéo. Il représente un Tyler masqué menant une ligne de 10 hommes, puis qui sort de la ligne et dirige les hommes dans un conteneur d'expédition vert avec le logo Chromakopia sur le devant. Lorsque tous les hommes sont à l'intérieur, Tyler appuie sur un bouton et fait exploser le conteneur ; le filtre sépia disparaît alors. À la fin de la bande annonce, on découvre un fond vert, avec le nom de l'album, Chromakopia dans la police qui lui et propre.
La deuxième bande annonce est celle du clip de « Noid », le premier single de l'album et la troisième chanson du disque. Il utilise le même filtre sépia que « St. Chroma » ainsi que le même personnage masqué que Tyler semble incarner pour cet album, bien qu'il disparaît à nombreuses reprises. Dans la vidéo, Tyler court à travers une foule agissant à son égard d'une manière imprévisible, affichant des sourires troublants. Une femme ayant perdu l'esprit (jouée par l'actrice Ayo Edebiri ) court vers Tyler, se déplaçant avec des gestes violents, tout en prenant des photos et en agitant une arme à feu. Des coupes successives nous montrent rapidement Tyler dansant dans une pièce avec des flash de lumière, puis regardant une voiture le suivre alors qu'il conduit et jetant un œil à travers un rideau, terrifié. À la fin de la vidéo, Tyler court sur un terrain vague, où son ombre semble se déplacer indépendamment de lui, avant qu'il ne tombe à genoux en criant. Les paroles de la chanson parlent de la peur et de l'agacement de Tyler face aux gens qui essaient de découvrir des informations sur sa vie personnelle, comme les paparazzi ou les intervieweurs. Dans sa chanson de 2023 « Sorry Not Sorry » sur son album deluxe « Call Me If You Get Lost: The Estate Sale », Tyler évoque cette même idée.
Le troisième teaser est l'annonce de la mise en vente du vinyle Chromakopia sur https://golfwang.com/ . Dans la vidéo, nous pouvons voir Tyler à côté d'une table avec le vinyle dans un tourne-disque et la pochette du vinyle teintée du même filtre sépia que l'on retrouve dans NOID et ST. CHROMA. Tyler appuie sur la touche « play » du tourne-disque et une chanson sans nom commence à jouer. Alors que Tyler danse au rythme de la musique, le cadre photo montrant la pochette encadrée sur le mur derrière lui tombe. Au moment de l'impact entre le cadre et le sol, la vidéo reprends des couleurs, et une nouvelle chanson sans nom commence à jouer. Tyler se remet à danser, se cognant contre la pochette en vinyle à côté de lui, ce qui renvoie le filtre sépia, annonçant la troisième et dernière chanson de cette vidéo.
La quatrième bande annonce est destinée à la tournée Chromakopia . En arrière-plan, des hommes montent à bord d'un avion de transport militaire sorti de la remorque Chromakopia vue dans ST. CHROMA. On voit alors Tyler sortir deux hommes de la file de personnes entrant dans l'avion et les inviter à le suivre, se rapprochant de la caméra. Il laisse paraître une certaine frustration et semble vérifier les passeports de trois personnes. Lorsque la file de personnes a fini de monter dans l'avion, Tyler tente de faire exploser l'avion avec un détonateur, mais le bouton ne fonctionne pas. Après 4 clics, le bouton fonctionne enfin et l'avion explose.
La 5ème et dernière bande annonce avant la sortie de l’album est le clip d’un extrait d’un son de l’album nommé "THOUGHT I WAS DEAD". Le clip utilise un nouvelle fois le filtre sepia des autres clips précèdents. Dans celui ci, on voit tyler faire des mouvements, danser s et effectuer une sorte de playback sur son couplet tout en étant sur le même avion de la vidéo de l’annonce de la tournée. On voit des hommes dans le même type de ceux déjà vus auparavant, restant immobile sans bouger. Tyler ne porte pas le masque dans ce clip, montrant une émotion énervée qui colle parfaitement au paroles et flow de son couplet. A la fin, on voit Tyler regardant la camera avec le masque et sans le filtre sepia montrant les couleurs. On le voit partir derrière lui sortant probablement de l’endroit ou il est (C’est-a-dire l’avion du clip et de l’annonce de la tournée)

## Promotion de l'album
La promotion de Chromakopia a été repérée au Texas sous la forme de deux gros camions verts Kenworth W900L avec des conteneurs d'expédition verts à l'arrière arborant le logo Chromakopia, identique au conteneur d'expédition présenté dans le clip vidéo « St. Chroma ». Les camions sont connus sous le nom de « Chromakopia Trucking Company ». Le point de départ du camion était dans la ville de Tyler, au Texas, garé près de la bibliothèque publique de Tyler. Les deux camions ont ensuite quitté les lieux et ont roulé dans des directions opposées, un camion se dirigeant vers Houston et l'autre vers Dallas. Sur place, le camion de Houston a été repéré garé près du parc Eclectic Menagerie et le camion de Dallas a été repéré près de l'intersection entre San Jacinto et Leonard. Le site Web Chromakopia, au moment de la rédaction de cet article, a montré que le prochain emplacement du camion en direction ouest sera Phoenix, en Arizona, et le prochain emplacement du camion en direction est sera Atlanta, en Géorgie. Les camions ont également été vandalisés, probablement par des fans qui ont repéré les véhicules.

### Vandalisme du Wikipédia anglais
Pendant la sortie de l'album, le Wikipédia anglais ont vandalisé la page de l'album avec des éléments tels que des éléments qui parlent sur ¥$, le projet où Kanye West et Ty Dolla Sign ont fondé, mais aussi plusieurs titres tels que Free Larry, Free Yung Thug, King Bob X QQ?, ou encore Dodgerfans44. Après 5 minutes de bataille, l'article est devenu à la normale. Voir la révision officielle:.

## Tournée
Tyler, The Creator a annoncé une tournée mondiale à l'occasion de ce nouvel album. Promue par AEG Presents, la tournée comprendra des invités exceptionnels tels que Lil Yachty et Paris Texas, avec 39 dates en Amérique du Nord, y compris aux États-Unis et au Canada, 18 dates en Europe et au Royaume-Uni, et 7 concerts prévus en Océanie, couvrant l'Australie et la Nouvelle-Zélande. La tournée aura lieu tout au long de l'année 2025.

## Chansons figurant sur l'album
Tous les morceaux sont écrits, produits et arrangés par Tyler Okonma, sauf indication contraire.
| No  | Titre                                           | Durée |
| --- | ----------------------------------------------- | ----- |
| 1.  | St. Chroma (feat. Daniel Caesar)                | 3:17  |
| 2.  | Rah Tah Tah                                     | 2:45  |
| 3.  | Noid                                            | 4:44  |
| 4.  | Darling, I (feat. Teezo Touchdown)              | 4:13  |
| 5.  | Hey Jane                                        | 4:00  |
| 6.  | I Killed You                                    | 2:48  |
| 7.  | Judge Judy (feat. Childish Gambino)             | 4:29  |
| 8.  | Sticky (feat. GloRilla, Lil Wayne et Sexyy Red) | 4:15  |
| 9.  | Take Your Mask Off (feat. Daniel Caesar)        | 4:13  |
| 10. | Tomorrow                                        | 3:02  |
| 11. | Thought I Was Dead (feat. Schoolboy Q)          | 3:27  |
| 12. | Like Him                                        | 4:38  |
| 13. | Balloon (feat. Doechii)                         | 2:34  |
| 14. | I Hope You Find Your Way Home                   | 4:29  |

Samples
- "Noid" comprends des extraits de "Nizakupanga Ngzo", écrit par Paul Nyirongo et interprété par la famille Ngozi.
- "Take Your Mask Off" contient un extrait de "A Feeling Inside" interprété par Peoples Pleasure.

## Autres artistes associés
- Tyler Okonma – Chant principal, production, arrangement
- Teezo Touchdown – chants de feat. (Darling, I)
- Childish Gambino – chants de feat. (I Killed You)
- Rex Orange County - chants d'arrière-plan (Judge Judy)
- Lil Wayne – chants de feat. (Sticky)
- Sexyy Red – chants de feat. (Sticky)
- Daniel Caesar – chants de feat. (Take Your Mask Off), chants d'arrière-plan (St.Chroma, Tomorrow, Balloon)
- Schoolboy Q – chants de feat. (Thought I Was Dead)
- Lola Young - chants de feat. (Like Him)
- Doechii – chants de feat. (Balloon)
- Willow Smith – background vocals (Noid)
- Bonita Smith – chants de feat. (St. Chroma, Noid, Tomorrow, Thought I Was Dead)
- Pedro Martins – guitare (Noid)
- Thundercat – basse (Noid, Take Your Mask Off)
- Solange - chants d'arrière-plan (I Hope You Find Your Way Home)

## Classements hebdomadaires
| Classement (2024)                   | Meilleure position |
| ----------------------------------- | ------------------ |
| Allemagne (Media Control AG)        | 4                  |
| Australie (ARIA)                    | 1                  |
| Autriche (Ö3 Austria Top 40)        | 3                  |
| Belgique (Flandre Ultratop)         | 2                  |
| Belgique (Wallonie Ultratop)        | 4                  |
| Canada (Canadian Albums Chart)      | 1                  |
| Danemark (Tracklisten)              | 4                  |
| Écosse (OCC)                        | 1                  |
| Espagne (Promusicae)                | 7                  |
| États-Unis (Billboard 200)          | 1                  |
| États-Unis (Top R&B/Hip-Hop Albums) | 1                  |
| Finlande (Suomen virallinen lista)  | 10                 |
| France (SNEP)                       | 19                 |
| Irlande (Irish Albums Chart)        | 1                  |
| Italie (FIMI)                       | 10                 |
| Norvège (VG-lista)                  | 2                  |
| Nouvelle-Zélande (RIANZ)            | 1                  |
| Pays-Bas (Mega Album Top 100)       | 1                  |
| Portugal (AFP)                      | 1                  |
| Royaume-Uni (UK Albums Chart)       | 1                  |
| Royaume-Uni (R&B Albums)            | 1                  |
| Suède (Sverigetopplistan)           | 3                  |
| Suisse (Schweizer Hitparade)        | 1                  |